# Parafia św. Katarzyny w Łętowni
Parafia św. Katarzyny w Łętowni – parafia rzymskokatolicka znajdująca się w diecezji sandomierskiej w dekanacie Rudnik nad Sanem. 
Parafia została erygowana 28 stycznia 1928 roku. Jest prowadzona przez księży diecezjalnych. Do parafii należą:
Łętownia, Wólka Łętowska, Gościniec, Babiarze.